# Les Anarchistes (film)
Pour les articles homonymes, voir Les Anarchistes.
Pour plus de détails, voir Fiche technique et Distribution.
Les Anarchistes est un film français réalisé par Élie Wajeman, sorti en 2015.

## Synopsis
Paris 1899. Le brigadier Jean Albertini, pauvre et orphelin, est choisi pour infiltrer un groupe d'anarchistes. Pour lui, c'est l'occasion de monter en grade. Mais, obligé de composer sans relâche, Jean est de plus en plus divisé. D'un côté, il livre les rapports de police à Gaspard, son supérieur, de l'autre, il développe pour le groupe des sentiments de plus en plus profonds.

## Fiche technique
Sauf indication contraire, les informations mentionnées dans cette section peuvent être confirmées par la base de données cinématographiques IMDb,  présente dans la section « Liens externes ».
- Titre français : Les Anarchistes
- Réalisation : Élie Wajeman
- Scénario : Élie Wajeman et Gaëlle Macé
- Photographie : David Chizallet
- Montage : François Quiqueré
- Musique originale : Gloria Jacobsen (Nicolas Mollard)
- Décors : Denis Hager
- Costumes : Anaïs Romand
- Son : Laurent Benaïm, Sandy Notarianni, Emmanuel Crosset, Matthieu Deniau
- Producteur : Lola Gans
- Sociétés de production : France 2 Cinéma, Mars Films, 24 Mai Production
- Sociétés de distribution : Mars Distribution, Wild Bunch International
- Budget : 4,8 millions €
- Pays de production :  France
- Langue : français
- Format : couleur - 35 mm - 2,35:1 (Cinémascope)
- Genre : Film dramatique
- Durée : 101 minutes
- Date de sortie : 
  - France : 15 mai 2015 (Festival de Cannes) ; 11 novembre 2015 (sortie nationale)

## Distribution
- Tahar Rahim : Jean Albertini

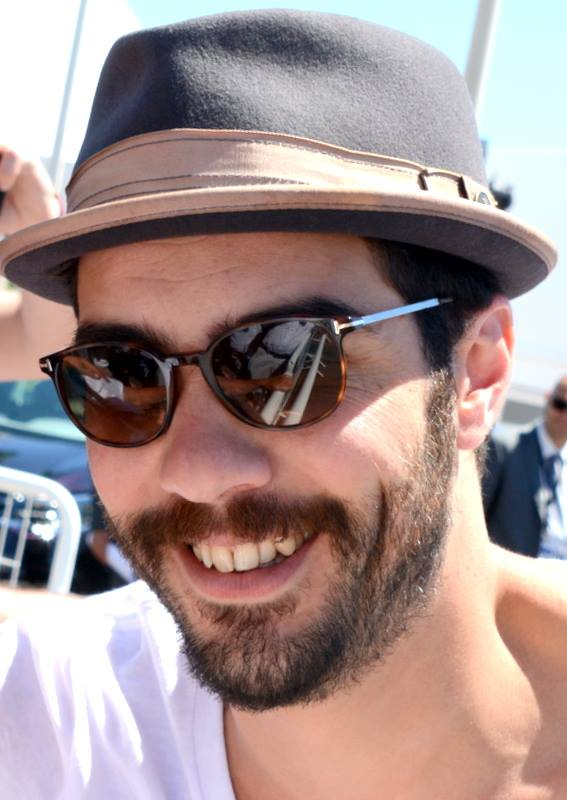
L'acteur principal Tahar Rahim au Festival de Cannes 2015, pour la présentation du film.

- Adèle Exarchopoulos : Judith Lorillard
- Swann Arlaud : Elisée Mayer
- Guillaume Gouix : Eugène Levèque
- Karim Leklou : Marcel Deloche dit "Biscuit"
- Sarah Le Picard : Marie-Louise Chevandier
- Cédric Kahn : Gaspard
- Emilie de Preissac : Clothilde Lapiower
- Aurélia Poirier : Martha
- Audrey Bonnet : Madeleine Lessage
- Thibault Lacroix : Albert Vuillard
- Arieh Worthalter : Adrian
- Simon Bellouard : Hans
- David Geselson : Victor, le syndicaliste
- Olivier Desautel : Homme de la préfecture
- Louise Roch : Maris, maîtresse d'Albert
- Marion Picard : La femme au poème
- Bertrand Suarez Pazos : Le contremaître
- Pierre-Stéfan Montagnier : Le propriétaire
- Valentine Vittoz : Bonne de l'appartement de Martha
- Romain Rouet : Alexandre, fils de Madeleine Lesage
- Nikolas Hammar : Ouvrier au meeting
- William Prunck : Travailleur à l'usine
- Lionel Chenail : Policier grade préfecture
- Manuela Muller : Femme de la ruelle
- Flavien Dareau : Policier de l'antichambre
- Gurvan Cloatre : Vigile banque

## Récompenses et distinctions

### Récompenses
- Festival international des jeunes réalisateurs de Saint-Jean-de-Luz 2015 : Chistera de la meilleure interprétation masculine pour Tahar Rahim[1]
- 21e cérémonie des Lumières : meilleure photographie pour David Chizallet (également récompensé pour Mustang et Je suis un soldat)

### Nominations
- Césars 2016 : nomination au César du meilleur espoir masculin pour Swann Arlaud[2]
- Prix de l’Union des Compositeurs de Musique de Film 2016 (UCMF)[3] : nomination à la meilleure musique de film, catégorie jeune espoir
- Semaine Internationale de la Critique 2015 : Film d'ouverture[4]